# نبرد حضرموت
نبرد حضرموت در سال ۵۷۰ میلادی میان شاهنشاهی ساسانی به رهبری اسپهبد وهریز و نیروهای امپراتوری اکسوم به رهبری مسروق بن ابرهه رخ داد، در نتیجه این نبرد لشکر اکسوم شکست خورد و مسروق نیز کشته شد.